# Longueuil–Université-de-Sherbrooke
Longueuil–Université-de-Sherbrooke – stacja metra w Montrealu, na linii żółtej. Obsługiwana przez Société de transport de Montréal (STM). Znajduje się w Longueuil. Jest najdalej na zachód wysuniętą stacją w całej sieci.